# Bigfoot – Die Legende lebt!
Bigfoot – Die Legende lebt! (Original- und Alternativtitel: Bigfoot) ist ein US-amerikanischer Horrorfilm von Bruce Davison aus dem Jahr 2012. Der Fernsehfilm stammt von der Produktionsfirma The Asylum und wurde für den US-amerikanischen Fernsehsender Syfy gedreht. Die deutsche Fassung entstand bei City of Voices.

## Handlung
In Deadwood, South Dakota nahe dem Mount Rushmore National Memorial existieren Gerüchte über die legendäre Figur Bigfoot. Der findige Radiomoderator Harley Henderson plant ein Rockkonzert mit 1980er-Jahre Rock- und Pop und lässt dafür Teile des Nationalparks abholzen. Dagegen wiederum protestiert sein ehemaliger Bandkumpane Simon Quint, der nun als Naturschutz-Aktivist bekannt ist. Harley täuscht Simon, in dem er diesen einen Auftritt auf dem Festival zusichert, bei dem er sein Anliegen vortragen könnte. Während des zweiten Songs schaltet er ihn jedoch auf stumm und lässt stattdessen Alice Cooper auftreten. Der Hard-Rock macht den etwa fünf Meter großen Bigfoot wild. Er zerstört das Festivalgelände und tötet die Zuschauer und auch Alice Cooper.
Anschließend wird die Nationalgarde alarmiert. Harley macht sich jedoch auf, um die Kreatur selbst zu fangen und engagiert ein Söldnerteam. Auch Simon ist hinter Bigfoot her. Er will der Kreatur helfen und es betäuben.
Nach einer Reihe von Todesfällen kommt es schließlich am Mount Rushmore National Memorial zum Showdown. Harley und Quint verprügeln sich auf der Bergspitze. Bei einem Luftangriff stürzen sie zusammen mit dem Monster in die Tiefe und sterben.
Ein Jahr später eröffnet Bürgermeister Tom Gillis sowohl das wiederaufgebaute Monument sowie eine Statue der beiden Streithähne.

## Hintergrund
Der Film wurde am 30. Juni 2012 auf dem Sender Syfy in den Vereinigten Staaten ausgestrahlt und später auf DVD und Blu-Ray veröffentlicht. In Deutschland ist der Film von der FSK ab 12 Jahren freigegeben worden. Da das Trailermaterial der Bildträger jedoch ab 16 Jahren freigegeben war, erhielten DVD- und Blu-Ray ebenfalls eine Freigabe ab 16 Jahren.

## Kritiken
Wie bei den meisten Werken der Produktionsfirma The Asylum handelt es sich um einen Trashfilm, der mit einem geringen Budget entstand. Dementsprechend wurde er von der Kritik weitestgehend ignoriert.

## Trivia
- In Deutschland wurde der Film zudem am 15. September 2017 in der Filmreihe Die schlechtesten Filme aller Zeiten von Oliver Kalkofe und Peter Rütten auf dem Sender Tele 5 ausgestrahlt.[3]
- Barry Williams ist auch im richtigen Leben als Sänger tätig.
- Williams und Danny Bonaduce hatten bei dem Format Celebrity Boxing auch im richtigen Leben einen Zweikampf.